# Seychelská vlajka

Seychelská vlajka
Poměr stran: 1:2

Vlajka Seychel byla přijata 8. ledna 1996 a poprvé vztyčena 18. června téhož roku. Má poměr stran 1:2 a tvoří ji pět paprsků vycházejících z levého dolního rohu (dle vexilologického názvosloví z dolního rohu) v barvách (po směru hodinových ručiček) modré, světle žluté, tmavě červené, bílé a zelené.
Tato podoba má být symbolem moderní země, směle kráčející do budoucnosti. Modrá barva zde představuje oblohu a moře, obklopující Seychelské ostrovy; žlutá slunce, dávající světlo a život; červená symbolizuje lidi a jejich odhodlání k práci na budoucnosti své země; bílá symbolizuje společenskou spravedlnost a harmonii; zelená symbolizuje zemi a životní prostředí. Modré pole je na čestném místě u žerdi, červené zabírá větší plochu (souvisí s barvami politických stran). Tyto barvy jsou barvy Francie a Spojeného království; zelená, žlutá a červená jsou barvy panafrické.
Rozhraní barev na horním okraji je po třetinách, stejně tak i na vlajícím okraji. Rozměry vlajky se dají popsat i úhly paprsků od dolního okraje vlajky. Rovnají se přibližně: 9,48° – 18,47° – 36,88° – 56,34° – 90°.
Poloha znaku na vlajce seychelského prezidenta není v zákoně jednoznačně stanovena. Pouze je uvedeno, že je stejně vzdálena od horního a dolního okraje červeného trojúhelníkového pole. Výška znaku je stanovena na 3/8 šířky vlajky.

Rozměry seychelské vlajky
Vlajka seychelského prezidenta Poměr stran: 1:2

## Historie
Souostroví bylo známo Arabům pravděpodobně již v 9. století. První doložitelná zmínka pochází z arabské mapy z roku 1505. Kapitán francouzské lodi v roce 1742 objevil ostrovy pro Evropany. V roce 1756 bylo souostroví pojmenováno podle tehdejšího francouzského ministra financí Jeana Moreaua de Séchelles. Roku 1768 se staly francouzskou kolonií a od roku 1772 byly osídleny prvními osadníky. Prvními vlajkami na ostrovech byly po vyhlášení neutrálním územím pod francouzskou ochranou v roce 1794 pravděpodobně francouzské trikolóry.
Roku 1810 byly ostrovy postoupeny Spojenému království a od roku 1814 se staly součástí kolonie Mauricius. V této souvislosti se začaly vyvěšovat vlajky britské.

Francouzská vlajka na Seychelách (1794–1810) Poměr stran: 2:3
Vlajka Spojeného království na Seychelách (1810–1903) Poměr stran: 1:2

Roku 1903 se ostrovy staly britskou korunní kolonií a byla zavedena seychelská vlajka. Jednalo se o britskou státní námořní vlajku (Blue Ensing) o poměru stran 1:2 se seychelským vlajkovým emblémem (badge) ve vlající části. Emblém, který ostrovům udělil Eduard VII., byl tvořen kruhovým polem zobrazujícím v přirozených barvách pobřeží se dvěma palmami (velkou a menší) a mezi nimi želvu obrovskou. V dolní části emblému byla bílá stuha s černým mottem: FINIS CORONAT OPUS (latinsky Konec korunuje dílo).
V roce 1961 došlo ke změně emblému a tedy i vlajky. Emblém byl změněn na ovál s (opět v přirozených barvách) palmou seychelskou na mořském pobřeží. V pozadí, vpravo za palmou je na moři dvoustěžník, za ním byl pak ostrov. Před palmou byl na trávníku znovu seychelský endemit: želva obrovská. Ovál měl na obvodu žlutý, zdobený lem s červenou konturou. V horní části lemu byl červený opis SEYCHELLES, v dolní části již zmiňované motto.

Seychelská vlajka (1903–1961) Poměr stran: 1:2
Seychelská vlajka (1961–1976) Poměr stran: 1:2
Vlajka seychelského guvernéra (1903–1961) Poměr stran: 1:2
Vlajka seychelského guvernéra (1961–1976) Poměr stran: 1:2

V roce 1970 získaly Seychely vnitřní autonomii (vlajka změněna nebyla) a 28. června 1976 byla vyhlášena nezávislá Seychelská republika. Nová vlajka byla tvořena listem o poměru stran 1:2, rozděleným bílým úhlopříčným křížem na čtyři trojúhelníková pole: horní a dolní bylo modré, žerďové a vlající bylo červené. Barvy symbolizovaly země, které ostrovy spravovaly: Francii a Spojené království. Demokratickou stranu Seychel symbolizovaly modrá pole, Sjednocenou lidovou stranu pole červená.
5. června 1977 byl na Seychelách proveden státní převrat pod vedením tehdejšího premiéra France-Alberta Reného. Novou vlajku zavedla socialistická Spojená lidová strana 5. září téhož roku s cílem vytěsnit ze symboliky vlajky nepohodlného konkurenta. Vlajka o poměru stran 1:2 byla rozdělena zvlněným bílým pruhem na horní, červenou a dolní, zelenou část. Na kraji vlajky byly šířky jednotlivých polí v poměru 3:1:2. Červené pole symbolizovalo pokrok, revoluci, pot a dřinu, bílá vlnovka symbolizovala Indický oceán a poklady ostrovů, zelená barva pak přírodu ostrovů. Vlajka, ovlivněná vlajkou Sjednocené lidové strany na které bylo ještě vycházející Slunce, symbolizovala odhodlání využít přírodní zdroje souostroví ke zlepšení životní úrovně obyvatel. Bílá vlnovka byla v počáteční oficiální kresbě plošší, než v pozdějších vyhotoveních a zobrazováních.
V souvislosti s obnovením pluralitního systému došlo zákonem o národních symbolech č. 2 z 8. ledna 1996 (National Symbols Bill) zavedena nová státní a vlajka a vlajka seychelského prezidenta. Poprvé byla vlajka vztyčena 18. června 1996.

Seychelská vlajka (1976–1977) Poměr stran: 1:2
Seychelská vlajka (1977–1996) Poměr stran: 1:2
Vlajka seychelského prezidenta (1977–1996) Poměr stran: 1:2

## Podobné vlajky

Vlajka umělého jazyka Lingua Franca Nova